# Prazo da Pena
Casa Nobre do Minho, situada em São Paio de Pousada, Braga. Foi seu primeiro senhor D. João Nunes de Cerveira, que nasceu no século XII, era filho de D. Nuno Soares Velho, rico-Homem e cavaleiro medieval do Reino de Portugal.

## Lista de senhores da Quinta e Prazo da Pena
1. D. João Nunes de Cerveira
2. D. Pero Anes de Cerveira
3. D. Afonso Pires de Cerveira
4. D. João Afonso de Cerveira
5. D. Rodrigo Anes de Cerveira, alcaide de Braga e Chaves
6. D. Pedro Anes Cerveira
7. D. Estevão Anes Cerveira
8. D. Pedro Anes Cerveira
9. D. Rodrigo Anes Cerveira
10. D. Gonçalo Rodrigues de Cerveira
11. D. António Gonçalves Cerveira
12. D. Gonçalo de Araújo Cerveira
13. D. António de Araújo Cerveira
14. D. Rui Gomes de Cerveira
15. D. Rodrigo Jerónimo de Cerveira Machado
16. D. Henrique de Cerveira Leite Pereira
17. D. Ana Maria Francisca de Cerveira Leite Pereira Pinto Guedes da Silveira Coutinho de Vilhena
18. D. José António Pereira de Menezes
19. D. Damião Pereira da Silva de Sousa e Menezes
20. D. Maria da Conceição Pereira da Silva de Sousa Forjaz de Menezes
21. José Martins de Queiroz Pereira de Menezes
22. D. Maria José de Lourdes Martins Pereira de Menezes

## Texto retirado do livro "Velhas Casas de Guimarães"
Escrevendo sobre José Martins de Queirós Montenegro, 11º senhor da casa de Minotes:
(pág. 27 - Casa de Minotes)
"Primeiro cavaleiro do seu tempo, José Martins de Queirós Minotes, arranca palmas entusiasmadas do próprio Rei, entrando a galope na história desta Casa, à desfilada, nos seus maravilhosos cavalos, magnificamente ensinados. Dizia o Rei D. Luís que como ele não tinha havido outro depois do Marquês de Marialva. Laços e taças cobrem os armários da Casa.
Fidalgo da Casa Real, como seu pai, casa José Minotes com D. Maria da Conceição Pereira da Silva de Sousa e Menezes, senhora do Prazo da Pena, em S. Paio da Pousada, Braga, filha e Dmião Pereira da Silva de Sousa e Menezes, Moço-Fidaldo, Juiz de Fora, senhor do Prazo da Pena e de sua mulher e prima co-irmã D. Maria do Carmo Pereira Forjaz da Silva e Menezes, irmã do conde de Bertiandos. Paremos um pouco na árvore de D. Maria da Conceição. Irmãos são os seus dois avôs, da fidalguíssima Casa de Bertiandos, com sangue dos Pereira, dos senhores da Trofa, dos Viscondes de Asseca, dos Cesares e dos Lancastres. A avó paterna, senhora de casa, é dos Leites do Porto e além dos Senhores da Pena tem Costados dos Silveiras Pinto da Fonseca e dos Morgados do Arco, em Vila Real. Pela avó materna temos os legendários Pereira Forjaz Coutinho, o 2º Morgadio de Bertiandos, outra vaz os Assecas e a casa dos Biscainhos, em Braga. Imemorial e velha fidalguia, da mais autêntica nobreza de Portugal, ilumina esta linhagem."